# Kamragöl
Kamragöl är en sjö i Nybro kommun i Småland och ingår i Ljungbyåns huvudavrinningsområde. Sjön har en area på 0,0994 kvadratkilometer och ligger 115,4 meter över havet.

## Delavrinningsområde
Kamragöl ingår i det delavrinningsområde (629072-149717) som SMHI kallar för Mynnar i Smedstorpsån. Medelhöjden är 132 meter över havet och ytan är 29,02 kvadratkilometer. Det finns inga avrinningsområden uppströms utan avrinningsområdet är högsta punkten. Vattendraget som avvattnar avrinningsområdet har biflödesordning 3, vilket innebär att vattnet flödar genom totalt 3 vattendrag innan det når havet efter 38 kilometer. Avrinningsområdet består mestadels av skog (73 procent) och jordbruk (17 procent). Avrinningsområdet har 0,1 kvadratkilometer vattenytor vilket ger det en sjöprocent på 0,3 procent.